# Диценг
Диценг (срещан още като "Дицевг" в гръцки източници) е бил високостояща фигура в българското ханство, вероятно управялвала България в периода 814-815 година. 

## Произход
Най-популярната хипотеза за произхода на Диценг, е че е бил син на Дукум, и следователно племенник на хан Крум, правейки го член на Крумовата династия. Според други хипотези Диценг, както Дукум, е бил брат на Крум, но тази идея е по-спорена, поради това че за съществуването само на един негов брат, който вероятно е Дукум.

## Титла
Хипотезите за титлата на Диценг са основно спекулативни, поради малкото количество източници за владетеля. Според някои хора е смятан за узурпатор или регент, управляващ под управлението на хан Омуртаг, който още е бил прекалено млад да управлява самостоятелно. Според други, Диценг е бил хан, просто наследяващ властта на баща си. Независимо от титлата обаче, от малкото източници за него става ясно, че той е имал най-голяма власт в държавата по време на краткото си управлние, а не Омуртаг.

## Управление

### Война с Византия (края на 814 г.)
Когато Диценг се възкачва на престола, през юни 814 г., повечето от българските военни сили са в Тракия, преготвяйки се за поход към Константинопол, византийската столица, планиран от Крум преди смъртта му. Анонимен византийски хронист, наричан Продължителя на Теофан в българската историография, пише за български нападения във византийска земя през лятото на 814 г., включващи отвличане на пленници и добитък, опожаряване на византийски селища и др. В отговор на това, византийският император Лъв V Арменец предлага мир, който е отказан от българския владетел на времето, вероятно Дигенг. Императорът, който е бил един от най-способните византийски военоначалници за времето си, извършва неочакван десант в околността на Месембрия, който е превзет след само 2 години българско управление. Според Продължителя на Теофан след като императорът разполага войските си в укрепен лагер, нарочно прави оставя впечатлението, че ще се връща в Константинопол след победата си, като изпраща някои от корабите си на юг без неговите елитни части, които остават на брега. Лъв извършва нощно нападение над заблудените българи, нанасяйки им голямо поражение. Хронистът Йосиф Генезий разказва различна версия на събитието, в която Лъв побеждава българите чрез засада, след което нахлува в българските територии, подобно на Никифор I Геник през 811.

### Репресии срещу християни (начало на 815 г.)
Поради претърпяната загуба, Диценг започва масови репресии срещу византийските пленници в България и християнската им вяра. Одринският митрополит Мануил, един от най-високопоставените архиереи на Цариградската патриаршия, е подложен на унижение - Дицевг „великодушно“ му обещава милост, ако се откаже от Христовата вяра... След последвалия отказ на 22 януари 815 г. Мануил е убит, а тленните му останки са хвърлени за храна на кучетата. Със смърт са наказани и епископите Георги (на Дебелт), Лъв (на Малка Никея/Никица в Одринска Тракия) и Петър (неизвестно на кой град), като пострадват общо 377 мъченици, сред които е имало и много българи, като предполагаеми български мъченици от тогава са Пардос или Парод (свещеник от Източна Тракия), Петър Мъгленски, Куперг (име, подобно или идентично с онова на кан Кубер?), Асфир (вариант на Аспар или Аспарух?), Любомир и Хотимир. Сред убитите светски личности са и стратезите Лъв и Йоан, специално отбелязани в писмената заповед на Крум (т. нар. втори Хамбарлийски надпис от 813 г.) като висши офицери на българска служба.

## Смърт
През февруари/март 815 г. Диценг е удушен с въже от своите приближени. Според някои се твърди, че преди смъртта си е ослепял, затова убийството му е тълкувано като "сакрално цареубийство". Понеже повечето източници на темата са византийски, можеме само да предполагаме за случилото се в Плиска по това време, но е много вероятно да е имало държавен преврат, породен от военните загуби на Дигенг, както и репресиите му срещу не само византийци, а и българи.

## Наследник
Най-общоприетата хипотеза е, че след убийството на Диценг, младият Омуртаг се възкачва на трона, през февруари/март 815 г. Според някои други източници обаче се твърди, че след Диценг личност на име Цок управлява държавата през 815 и евентуално 816 г., но това не е доказано, като е резултат повече на спекулации отколкото на източници.[източник? (Поискан днес)]